# Đại chiến Thổ Nhĩ Kỳ
Đại chiến Thổ Nhĩ Kỳ (Tiếng Đức: Großer Türkenkrieg), còn được gọi là Chiến tranh Liên đoàn Thần thánh (Tiếng Thổ Nhĩ Kỳ: Kutsal İttifak Savaşları), là một loạt các cuộc xung đột giữa Đế quốc Ottoman và Liên đoàn Thần thánh gồm Đế chế La Mã Thần thánh, Ba Lan-Litva, Cộng hòa Venezia, Sa quốc Nga và Habsburg Hungary. Các cuộc giao tranh ác liệt bắt đầu vào năm 1683 và kết thúc với việc ký kết Hiệp ước Karlowitz năm 1699. Cuộc chiến là một thất bại đối với Đế chế Ottoman, lần đầu tiên đế chế này đã mất đi một lượng lớn lãnh thổ, ở Hungary và cả Khối thịnh vượng chung Ba Lan - Litva, là một phần của Tây Balkan. Cuộc chiến cũng có ý nghĩa quan trọng bởi đây là lần đầu tiên Nga tham gia vào một liên minh với Tây Âu.
Người Pháp đã không tham gia Liên đoàn Thần thánh (1684), vì họ đã đồng ý hồi sinh một cách không chính thức Liên minh Pháp-Ottoman vào năm 1673, đổi lại Vua Louis XIV được công nhận là người bảo vệ người Công giáo trong lãnh thổ của Ottoman.
Ban đầu, Louis XIV lợi dụng thời điểm bắt đầu chiến tranh để mở rộng biên giới phía đông của Vương quốc Pháp trong Chiến tranh Đoàn tụ, chiếm Luxembourg và Strasbourg trong Thỏa thuận ngừng bắn Ratisbon. Tuy nhiên, khi Liên đoàn Thần thánh đã đạt được thành công trong việc chống lại Đế chế Ottoman, chiếm được Belgrade vào năm 1688, người Pháp bắt đầu lo lắng rằng đối thủ Vương tộc Habsburg của họ sẽ trở nên quá mạnh và cuối cùng sẽ lật tẩy Pháp. Cách mạng Vinh quang cũng là một vấn đề đáng quan tâm đối với người Pháp, vì William III xứ Orange-Nassau được các quý tộc Anh mời lên nắm quyền kiểm soát nước Anh với tư cách là vua. Do đó, người Pháp đã bao vây Philippsburg vào ngày 27 tháng 09 năm 1688, phá vỡ hiệp định đình chiến và gây ra cuộc Chiến tranh Chín năm riêng biệt, khiến người Thổ Nhĩ Kỳ nhẹ nhõm hơn.
Kết quả là, bước tiến của Liên đoàn Thần thánh đã bị đình trệ, cho phép người Ottoman chiếm lại Belgrade vào năm 1690. Cuộc chiến sau đó rơi vào bế tắc, và hòa bình kết thúc vào năm 1699, bắt đầu sau Trận Zenta năm 1697 khi Ottoman cố gắng chiếm lại tài sản đã mất của họ ở Hungary đã bị nghiền nát bởi Liên đoàn Thần thánh.
Cuộc chiến phần lớn trùng lắp với Chiến tranh Chín năm (1688–1697), cuộc chiến đã chiếm phần lớn sự chú ý của Quân chủ Habsburg khi nó còn hoạt động. Ví dụ, vào năm 1695, các quốc gia của Đế chế La Mã Thần thánh có 280.000 quân trên thực địa, với Anh, Cộng hòa Hà Lan và Tây Ban Nha đóng góp 156.000, cụ thể vào cuộc xung đột chống lại Pháp. Trong số 280.000 người đó, chỉ có 74.000 người, tức khoảng 1/4, chống lại người Thổ Nhĩ Kỳ; những người lính còn lại đang chiến đấu với Pháp. Nhìn chung, từ năm 1683 đến năm 1699, các quốc gia có trung bình 88.100 người chiến đấu với người Thổ Nhĩ Kỳ, trong khi từ năm 1689 đến năm 1697, trung bình họ có 127.410 người chiến đấu với người Pháp.

## Bối cảnh (1667–1683)
Sau cuộc nổi dậy của Bohdan Khmelnytsky, Sa hoàng Nga vào năm 1654 đã giành được các lãnh thổ từ Liên bang Ba Lan và Lietuva (hiện là một phần của Đông Ukraine), trong khi một số người Cossacks ở lại phía Đông Nam của Liêng bang. Thủ lĩnh của họ, Petro Doroshenko, đã tìm kiếm sự bảo vệ của Đế chế Ottoman và vào năm 1667 đã tấn công chỉ huy người Ba Lan John Sobieski.
Sultan Mehmed IV, người biết rằng Liên bang Ba Lan và Lietuva đã suy yếu do xung đột nội bộ, vào tháng 8 năm 1672 đã tấn công Kamenets Podolski, một thành phố lớn ở biên giới của Liên bang. Lực lượng nhỏ của Ba Lan đã chống lại cuộc bao vây của Kamenets trong hai tuần nhưng sau đó buộc phải đầu hàng. Quân đội Ba Lan quá bé nhỏ để chống lại cuộc xâm lược của Ottoman và chỉ có thể giành được một số chiến thắng chiến thuật nhỏ. Sau 3 tháng, người Ba Lan buộc phải ký Hiệp ước Buchach, trong đó họ đồng ý nhượng lại Kamenets, Podolia và cống nạp cho người Ottoman. Khi tin tức về thất bại và các điều khoản của hiệp ước đến được Warszawa, Sejm từ chối cống nạp và tổ chức một đội quân lớn dưới quyền của Sobieski; sau đó, người Ba Lan thắng Trận Khotyn (1673). Sau cái chết của Vua Michael vào năm 1673, Sobieski được bầu làm vua của Ba Lan. Ông đã cố gắng đánh bại quân Ottoman trong 4 năm nhưng không thành công. Chiến tranh kết thúc vào ngày 17 tháng 10 năm 1676 với Hiệp ước Żurawno, trong đó người Ottoman chỉ giữ quyền kiểm soát đối với Kamianets-Podilskyi. Cuộc tấn công này của Ottoman cũng dẫn đến sự khởi đầu của Chiến tranh Nga-Thổ Nhĩ Kỳ vào năm 1676.

## Tổng quan
Sau một vài năm hòa bình, Đế quốc Ottoman, được khuyến khích bởi những thành công ở phía Tây của Liêng bang Ba Lan-Litva, đã tấn Quân chủ Habsburg. Người Ottoman gần như đã chiếm được kinh đô Viên, nhưng John III Sobieski đã lãnh đạo một liên minh Cơ đốc giáo đánh bại họ trong Trận Viên (1683), ngăn chặn quyền bá chủ của Đế chế Ottoman ở Đông Nam châu Âu.
Một Liên đoàn Thần thánh mới được khởi xướng bởi Giáo hoàng Innocent XI và bao gồm Đế chế La Mã Thần thánh (đứng đầu là Quân chủ Habsburg), Liên bang Ba Lan và Lietuva và Cộng hòa Venezia vào năm 1684, Sa quốc Nga tham gia vào năm 1686. Trận Mohács lần thứ hai (1687) là một thất bại nặng nề đối với Sultan. Người Ottoman đã thành công hơn trên mặt trận Ba Lan và có thể giữ lại Podolia trong các trận chiến của họ với Liên bang Ba Lan-Litva.
Sự tham gia của Nga đánh dấu lần đầu tiên nước này chính thức gia nhập một liên minh các cường quốc châu Âu. Đây là sự khởi đầu của một loạt các cuộc Chiến tranh Nga-Thổ Nhĩ Kỳ, cuộc chiến cuối cùng là Chiến tranh thế giới thứ nhất. Kết quả của các Chiến dịch Crimean và Chiến dịch Azov, Nga đã chiếm được pháo đài Azov quan trọng của Ottoman.
Sau Trận Zenta quyết định năm 1697 và các cuộc giao tranh nhỏ hơn (chẳng hạn như Trận Podhajce năm 1698), Liên minh đã giành chiến thắng trong cuộc chiến năm 1699 và buộc Đế chế Ottoman phải ký Hiệp ước Karlowitz. Ottoman nhượng lại hầu hết Hungary, Transylvania và Slavonia, cũng như một phần của Croatia, cho Quân chủ Habsburg trong khi Podolia trở lại Ba Lan. Hầu hết Dalmatia được chuyển cho Cộng hòa Venezia, cùng với Morea (bán đảo Peloponnese), mà người Ottoman đã tái chiếm vào năm 1715 và giành lại trong Hiệp ước Passarowitz năm 1718.

### Serbia

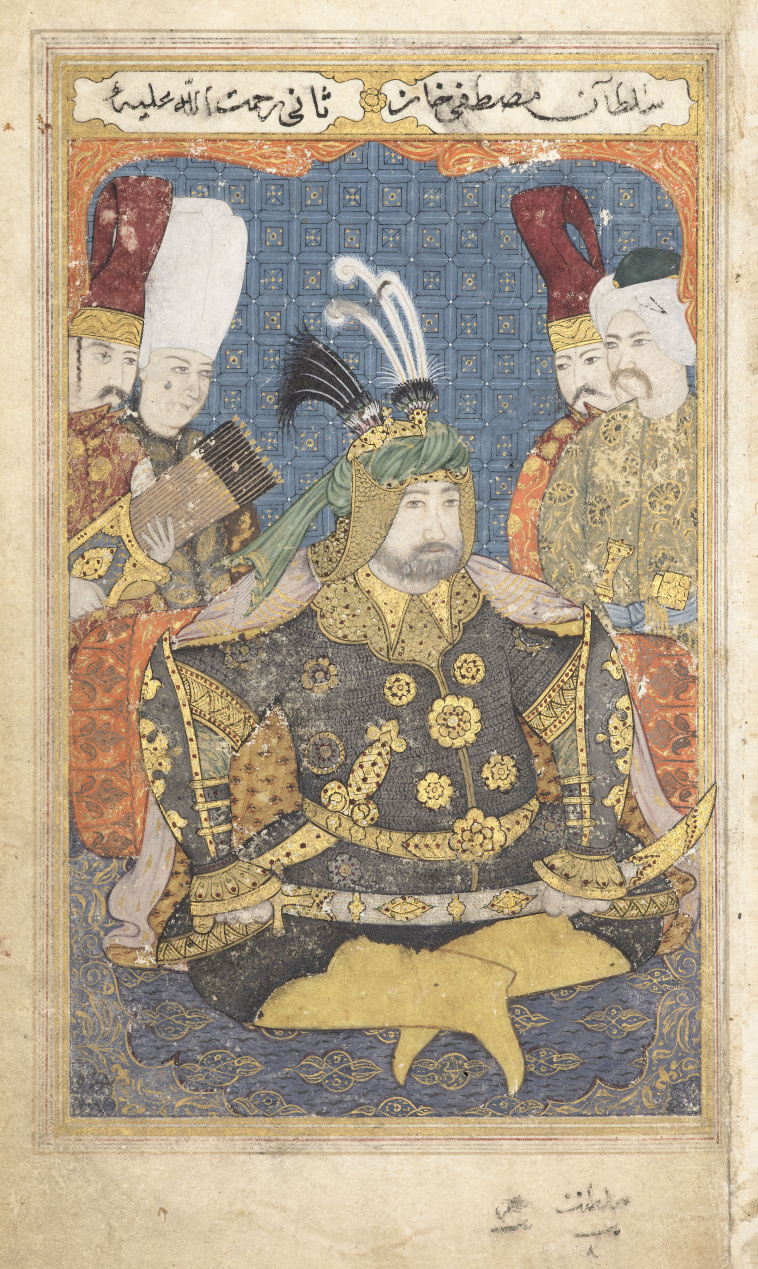
Mustafa II lên nắm quyền trong chiến tranh, nơi ông đích thân chỉ huy Quân đội Ottoman.

Sau khi các lực lượng Cơ đốc giáo đồng minh chiếm được Buda từ Đế quốc Ottoman vào năm 1686, trong Đại chiến Thổ Nhĩ Kỳ, người Serb từ Đồng bằng Pannonian (ngày nay là Hungary, vùng Slavonia thuộc Croatia ngày nay, vùng Bačka và Banat thuộc Serbia ngày nay) đã gia nhập quân đội của Quân chủ Habsburg thành các đơn vị riêng biệt được gọi là Dân quân Serbia. Người Serb, với tư cách là tình nguyện viên, ồ ạt gia nhập phe Habsburg. Trong nửa đầu năm 1688, quân đội Habsburg cùng với các đơn vị Dân quân Serbia đã đánh chiếm Gyula, Lippa (ngày nay là Lipova, Romania) và Borosjenő (ngày nay là Ienu, Romania) từ tay Đế chế Ottoman. Sau khi chiếm được Belgrade từ Ottoman vào năm 1688, người Serb từ các vùng lãnh thổ ở phía Nam sông Sava và sông Danube bắt đầu gia nhập các đơn vị Dân quân Serbia.

### Kosovo
Giám mục Công giáo người Kosovo Albania và nhà triết học Pjetër Bogdani trở lại Balkan vào tháng 3 năm 1686 và dành những năm tiếp theo để thúc đẩy sự kháng cự chống lại quân đội của Đế chế Ottoman, đặc biệt là ở Kosovo quê hương của ông. Ông và cha sở Toma Raspasani đóng vai trò lãnh đạo trong phong trào ủng hộ Đại công quốc Áo của người Nhà Habsburg ở Kosovo trong Đại chiến Thổ Nhĩ Kỳ. Ông đã đóng góp một lực lượng gồm 6.000 binh sĩ Albania cho quân đội Áo đã đến Pristina và cùng quân đội này đánh chiếm Prizren. Tuy nhiên, ở đó, ông và phần lớn quân đội của mình đã phải đối mặt với một kẻ thù đáng gờm không kèm người Ottoman, đó là bệnh dịch hạch. Bogdani quay trở lại Pristina nhưng đã qua đời vì bệnh tật ở đó vào ngày 6 tháng 12 năm 1689. Cháu trai của ông, Gjergj Bogdani, vào năm 1698 đã báo cáo rằng hài cốt của chú ông sau đó đã được binh lính Ottoman và Tatar khai quật và cho chó ăn ở giữa quảng trường ở Pristina.
Trong số các giấy tờ của Ludwig von Baden ở Karlsruhe, có một bản sao của một bức thư bị chặn, bằng tiếng Pháp, được viết bởi một thư ký của đại sứ quán Anh tại Constantinople vào ngày 19 tháng 1 năm 1690. Nó báo cáo rằng "người Đức" ở Kosovo đã liên lạc với 20.000 người Albania đã quay vũ khí chống lại người Ottoman.

## Các cuộc chiến liên quan

### Chiến tranh Morea
Cộng hòa Venice đã nắm giữ một số hòn đảo ở biển Aegean và Ionian, cùng với các pháo đài có vị trí chiến lược dọc theo bờ biển của lục địa Hy Lạp kể từ khi Đế chế Byzantine tan rã sau cuộc Thập tự chinh thứ tư. Tuy nhiên, với sự trỗi dậy của Ottoman, trong thế kỷ XVI và đầu thế kỷ XVII, họ đã mất hầu hết những lãnh thổ này, chẳng hạn như Síp và Euboea (Negropont) vào tay người Ottoman. Từ năm 1645 đến năm 1669, người Venice và người Ottoman đã đánh nhau trong một cuộc chiến lâu dài và tốn kém để giành quyền sở hữu lớn cuối cùng của người Venice ở Aegean, Crete. Trong cuộc chiến này, chỉ huy người Venice, Francesco Morosini, đã tiếp xúc với những người Maniot nổi loạn, cho một chiến dịch chung ở Morea. Năm 1659, Morosini đổ bộ vào Morea, và cùng với Maniots, ông chiếm Kalamata. Tuy nhiên, ngay sau đó ông buộc phải quay trở lại Crete, và liên doanh Peloponnesian đã thất bại.
Năm 1683, một cuộc chiến mới nổ ra giữa Quân chủ Habsburg và Đế quốc Ottoman, với một đội quân Ottoman lớn tiến về Viên. Để đáp lại điều này, một Liên minh Thần thánh đã được thành lập. Sau khi quân đội Ottoman bị đánh bại trong Trận Viên, người Venice quyết định tận dụng cơ hội khi quyền lực Ottoman suy yếu và sự phân tâm của nó ở mặt trận Danubian để chiếm lại các lãnh thổ đã mất ở Aegean và Dalmatia. Ngày 25 tháng 4 năm 1684, Cộng hòa tuyên chiến với Ottoman.
Nhận thức được rằng sẽ phải dựa vào sức mạnh của chính mình để thành công, Venice đã chuẩn bị cho cuộc chiến bằng cách đảm bảo viện trợ tài chính và quân sự về người và tàu từ Hospitaller Malta, Công quốc Savoia, Lãnh địa Giáo hoàng và Hiệp sĩ St. Stephen. Ngoài ra, người Venice đã chiêu mộ một số lượng lớn lính đánh thuê từ Ý và các nhà nước của Đức, đặc biệt là Sachsen và Brunswick.

#### Hoạt động ở Biển Ionian
Vào giữa tháng 6, hạm đội Venice di chuyển từ biển Adriatic về phía quần đảo Ionia do Ottoman trấn giữ. Mục tiêu đầu tiên là hòn đảo Lefkada (Santa Maura), hòn đảo này đã thất thủ sau một cuộc bao vây ngắn ngủi kéo dài 16 ngày vào ngày 6 tháng 8 năm 1684. Người Venice, được sự hỗ trợ bởi những người bất đồng chính kiến Hy Lạp, sau đó tiến vào đất liền và bắt đầu đánh phá bờ biển đối diện của Acarnania. Hầu hết khu vực này sớm nằm dưới sự kiểm soát của Venice, và sự thất thủ của các pháo đài Preveza và Vonitsa vào cuối tháng 9 đã loại bỏ các pháo đài cuối cùng của Ottoman. Những thành công ban đầu này rất quan trọng đối với người Venice không chỉ vì lý do tinh thần, mà còn vì họ bảo đảm liên lạc với Venice, cắt đứt khả năng người Ottoman đe dọa Quần đảo Ionian hoặc đưa quân qua phía Tây Hy Lạp đến Peloponnese, và vì những thành công này đã khuyến khích người Hy Lạp hợp tác với họ để chống lại người Ottoman.

#### Cuộc chinh phục Morea

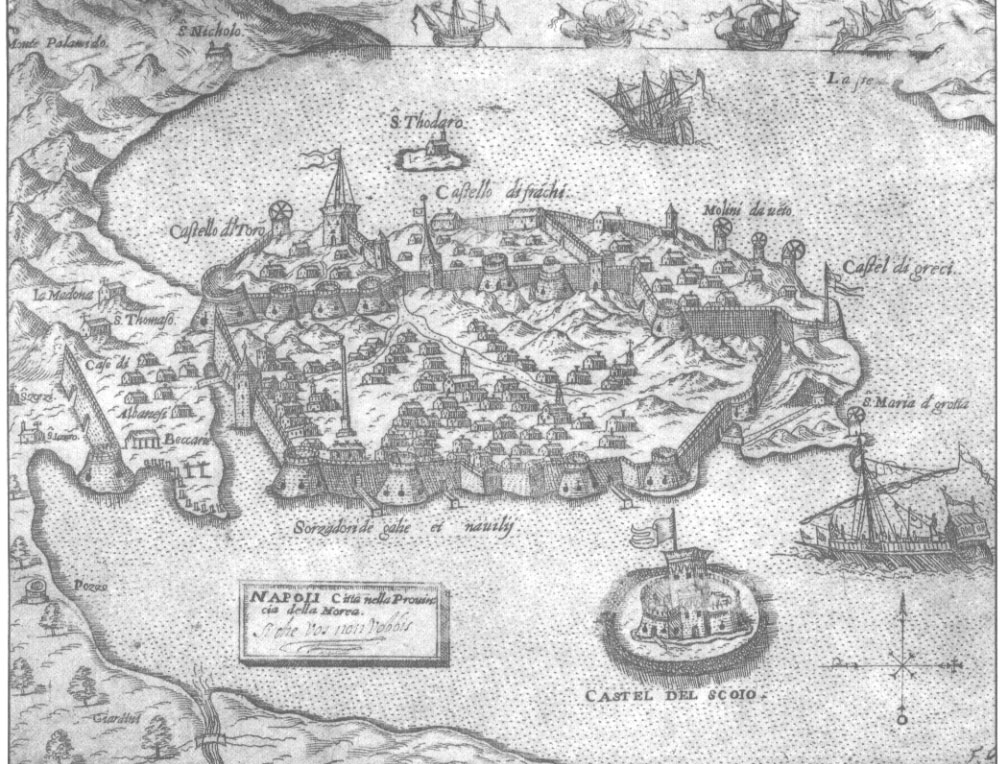
Nafplio, hay Napoli di Romagna, vào giữa thế kỷ 16

Sau khi đảm bảo được hậu phương của mình trong năm trước, Morosini đã để mắt đến Peloponnese, nơi người Hy Lạp, đặc biệt là người Maniot, đã bắt đầu có dấu hiệu nổi dậy và liên lạc với Morosini, hứa sẽ nổi dậy giúp đỡ anh ta. Ismail Pasha, chỉ huy quân sự mới của Morea, biết được điều này và xâm lược Bán đảo Mani với 10.000 người, củng cố ba pháo đài mà quân Ottoman đã đồn trú, và buộc người Maniot phải từ bỏ con tin để đảm bảo lòng trung thành của họ. Do đó, người Maniots vẫn không cam kết, vào ngày 25 tháng 6 năm 1685, quân đội Venice, gồm 8.100 người mạnh mẽ, đổ bộ bên ngoài pháo đài Koroni cũ của Venice và bao vây nó. Pháo đài đầu hàng sau 49 ngày, vào ngày 11 tháng 8, và quân đồn trú bị tàn sát. Sau thành công này, Morosini đưa quân tiến tới thị trấn Kalamata, nhằm khuyến khích người Maniot nổi dậy. Quân đội Venice, được tăng cường bởi 3.300 người Sachsen và dưới sự chỉ huy của tướng Hannibal von Degenfeld [de], đã đánh bại một lực lượng Ottoman khoảng 10.000 bên ngoài Kalamata vào ngày 14 tháng 9, và đến cuối tháng, toàn bộ Mani và phần lớn Messenia nằm dưới sự kiểm soát của Venice.

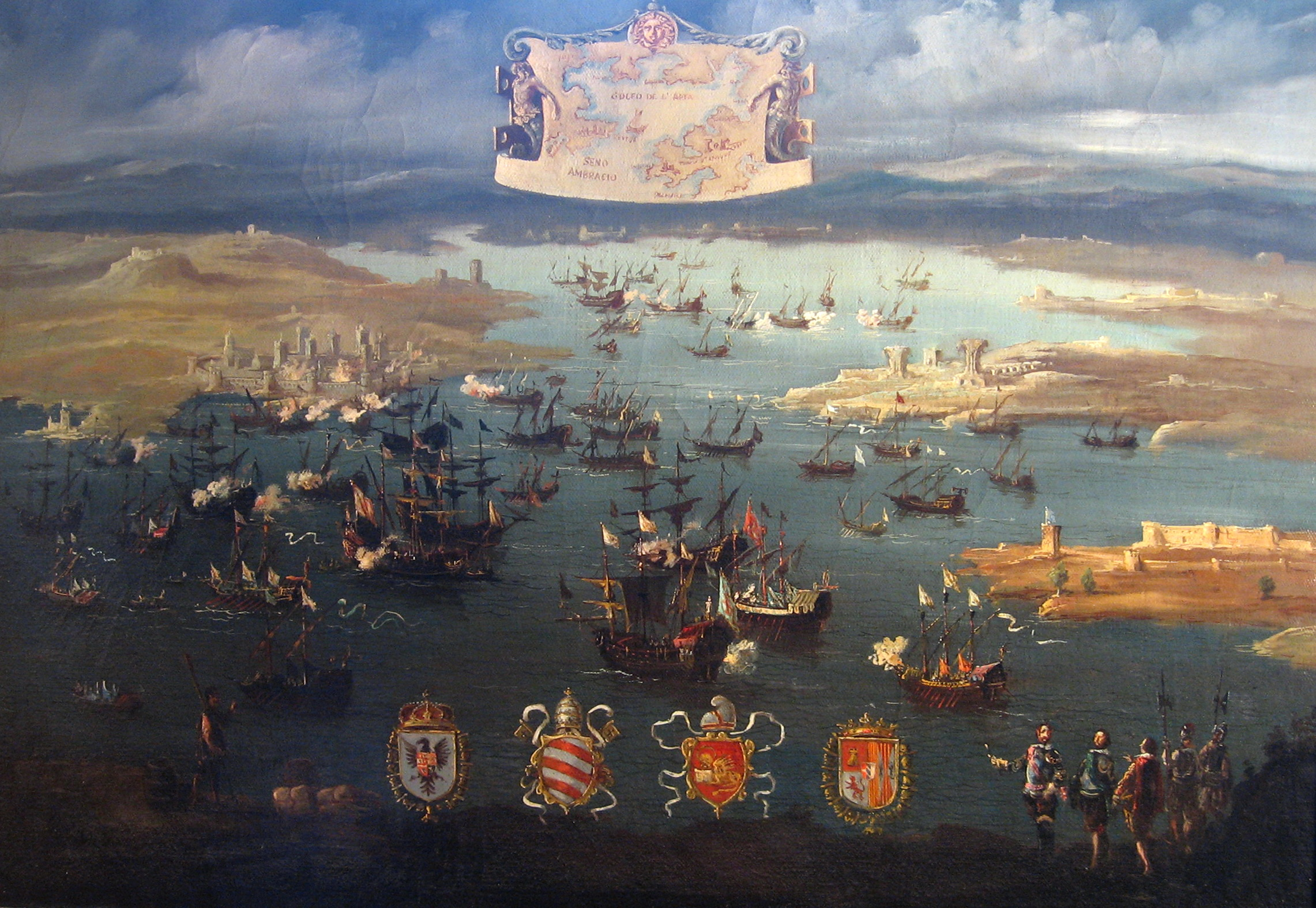
Cuộc chinh phục Preveza năm 1684

Vào tháng 10 năm 1685, quân đội Venice rút lui đến Quần đảo Ionia để trú đông, nơi đã bùng phát một trận dịch bệnh, điều sẽ xảy ra thường xuyên trong những năm tiếp theo và gây thiệt hại nặng nề cho quân đội Venice, đặc biệt là lính đánh thuê người Đức. Vào tháng 4 năm 1686, người Venice đã giúp đẩy lùi một cuộc tấn công của Ottoman đe dọa tràn qua Mani, và được tăng viện từ các Lãnh địa Giáo hoàng và Đại công quốc Toscana. Thống chế Thụy Điển Otto Wilhelm Königsmarck được bổ nhiệm làm người đứng đầu lực lượng trên bộ, trong khi Morosini giữ quyền chỉ huy hạm đội. Vào ngày 3 tháng 6, Königsmarck chiếm Pylos và tiến hành bao vây pháo đài Navarino. Một lực lượng cứu trợ dưới sự chỉ huy của Ismail Pasha đã bị đánh bại vào ngày 16 tháng 6, và ngày hôm sau pháo đài đầu hàng. Lực lượng đồn trú và cư dân Hồi giáo đã được chuyển đến Tripoli. Methoni (Modon) bị tấn công tiếp theo vào ngày 7 tháng 7, sau khi một cuộc bắn phá hiệu quả đã phá hủy các bức tường của pháo đài, và cư dân của nó cũng được chuyển đến Tripoli. Người Venice sau đó tiến về Argos và Nafplio, khi đó là thị trấn quan trọng nhất ở Peloponnese. Quân đội Venice, với 12.000 người, đổ bộ xung quanh Nafplio từ ngày 30 tháng 7 đến ngày 4 tháng 8. Königsmarck ngay lập tức dẫn đầu một cuộc tấn công vào ngọn đồi Palamidi, khi đó không được củng cố, nơi nhìn ra thị trấn. Bất chấp thành công của người Venice trong việc chiếm Palamidi, sự xuất hiện của 7.000 quân Ottoman hùng mạnh dưới sự chỉ huy của Ismail Pasha tại Argos đã khiến vị trí của họ trở nên bị đe doạ. Cuộc tấn công ban đầu của người Venice chống lại quân cứu viện đã thành công trong việc chiếm Argos và buộc pasha phải rút lui về Corinth, nhưng trong hai tuần, kể từ ngày 16 tháng 8, lực lượng của Königsmarck buộc phải liên tục đẩy lùi các cuộc tấn công từ lực lượng của Ismail Pasha, chống lại các cuộc xuất kích của quân Ottoman đang bị bao vây và đối phó với một đợt bùng phát bệnh dịch hạch mới. Vào ngày 29 tháng 8 năm 1686, Ismail Pasha tấn công trại của người Venice, nhưng bị đánh bại nặng nề. Với sự thất bại của quân cứu viện, Nafplio buộc phải đầu hàng vào ngày 3 tháng 9. Tin tức về chiến thắng quan trọng này đã được chào đón ở Venice với niềm vui và sự ăn mừng. Nafplio trở thành căn cứ chính của người Venice, trong khi Ismail Pasha rút về Achaea sau khi tăng cường lực lượng đồn trú tại Corinth, nơi kiểm soát lối đi đến Miền trung Hy Lạp.

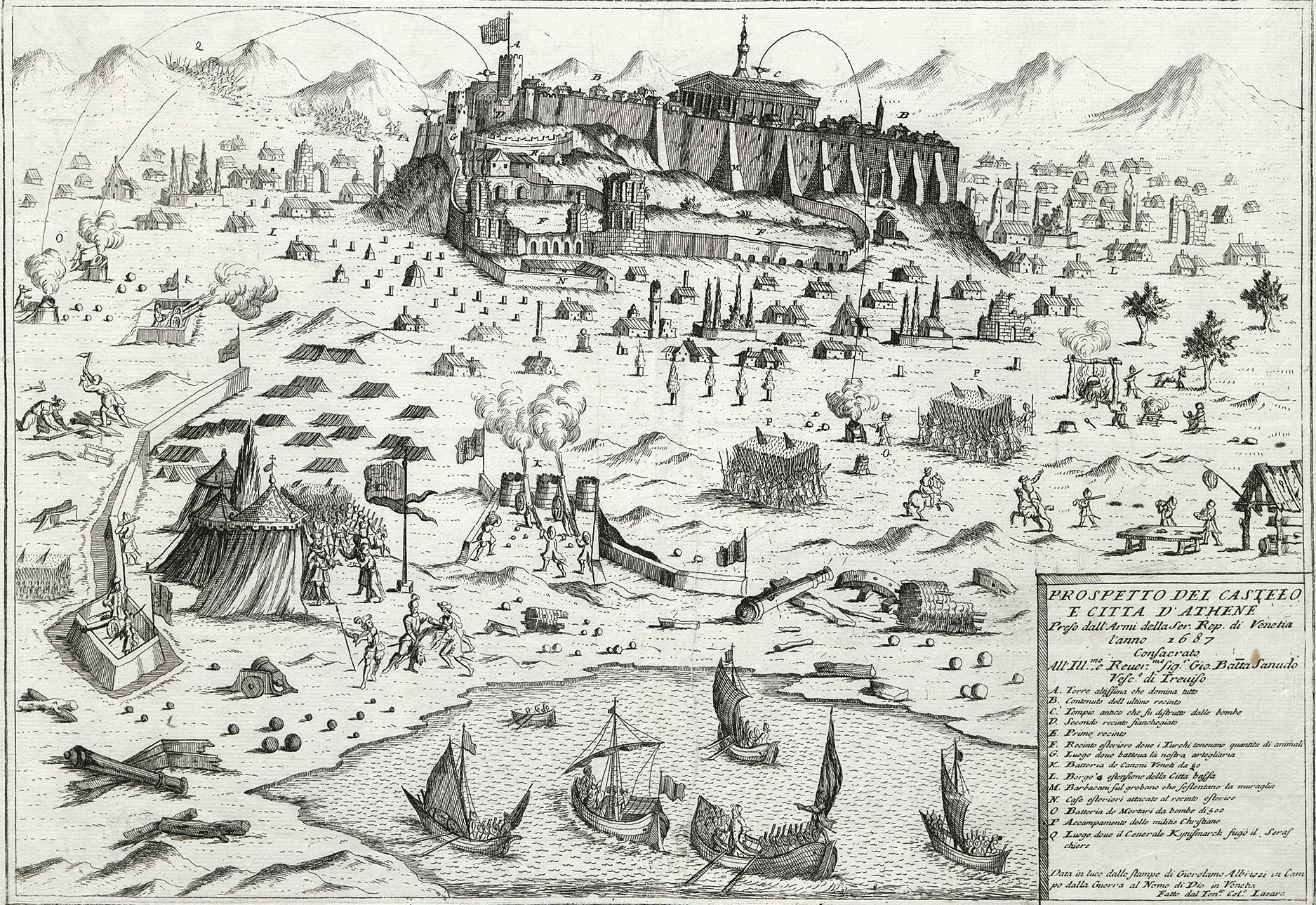
Mô tả về Venice cuộc vây hãm Acropolis của Athens trong năm 1687

Bất chấp những tổn thất do bệnh dịch trong mùa thu và mùa đông năm 1686, lực lượng của Morosini đã được bổ sung bởi sự xuất hiện của quân đoàn lính đánh thuê mới người Đức đến từ Tuyển hầu xứ Hannover vào mùa xuân năm 1687. Nhờ được củng cố sức mạnh, ông có thể tiến đánh pháo đài lớn cuối cùng của Ottoman ở Peloponnese, thị trấn Patras và pháo đài Rion, cùng với người anh em song sinh của nó tại Antirrio kiểm soát lối vào Vịnh Corinth ("Little Dardanelles"). Vào ngày 22 tháng 7 năm 1687, Morosini, với lực lượng 14.000 người, đổ bộ bên ngoài Patras, nơi chỉ huy mới của Ottoman, Mehmed Pasha, đã tự thành lập. Mehmed, với một đội quân có quy mô tương đương, đã tấn công lực lượng Venice ngay sau khi lực lượng này đổ bộ, nhưng bị đánh bại và buộc phải rút lui. Tại thời điểm này, sự hoảng loạn lan rộng trong các lực lượng Ottoman, và người Venice đã có thể trong vòng vài ngày, chiếm được thành Patras, và các pháo đài Rion, Antirrion và Nafpaktos (Lepanto) mà không gặp bất kỳ sự phản kháng nào, vì các đơn vị đồn trú của họ đã bỏ rơi chúng. Thành công mới này đã tạo ra niềm vui lớn ở Venice, và Morosini và các sĩ quan của ông đã nhận được nhiều vinh dự. Morosini nhận được Danh hiệu Chiến thắng (Victory title) "Peloponnesiacus", và tượng bán thân bằng đồng của ông được trưng bày tại Đại lễ đường, điều chưa từng xảy ra đối với một công dân còn sống ở Venice. Người Venice tiếp nối thành công này với việc tiêu diệt các pháo đài cuối cùng của Ottoman ở Peloponnese, bao gồm cả Corinth, vốn bị chiếm đóng vào ngày 7 tháng 8, và Mystra, vốn đã đầu hàng vào cuối tháng đó. Peloponnese nằm dưới sự kiểm soát hoàn toàn của Venice, và chỉ có pháo đài Monemvassia (Malvasia) ở phía Đông Nam tiếp tục kháng cự, cầm cự cho đến năm 1690.

### Chiến tranh Ba Lan – Ottoman (1683–1699)

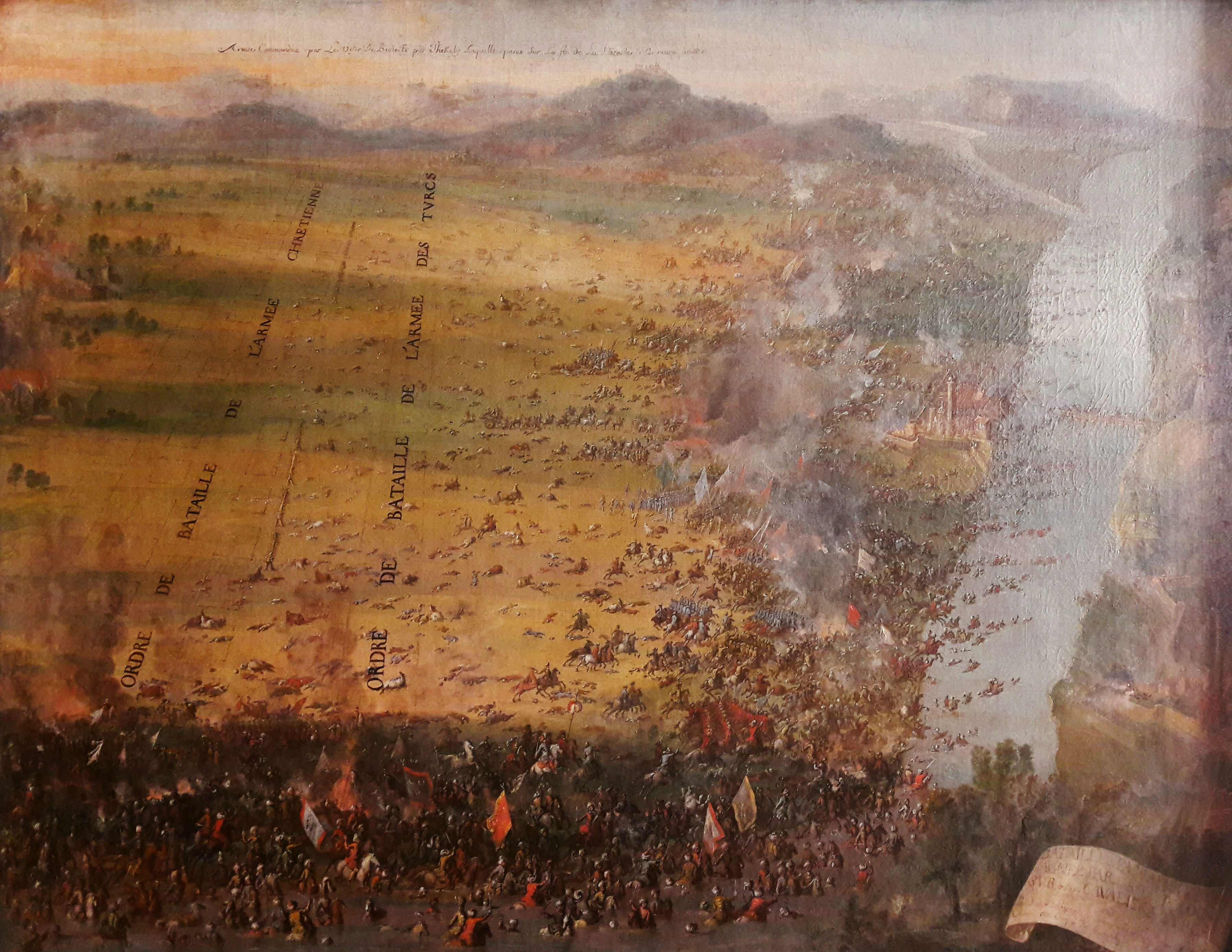
Trận chiến Párkány vào tháng 10 năm 1683

Sau một vài năm hòa bình, Đế quốc Ottoman lại tấn công Quân chủ Habsburg. Người Thổ  gần như đã chiếm được thủ đô Viên của Đế chế, nhưng Vua Ba Lan, John III Sobieski đã lãnh đạo một liên minh Cơ đốc giáo đánh bại họ trong Trận Viên, làm lung lay quyền bá chủ của Đế chế Ottoman ở Đông Nam châu Âu.
Một Liên minh Thần thánh mới được khởi xướng bởi Giáo hoàng Innocent XI và bao gồm Đế chế La Mã Thần thánh (do Quân chủ Habsburg đứng đầu), Cộng hòa Venice và Ba Lan tham gia vào năm 1684 và Sa quốc Nga năm 1686. Người Ottoman phải chịu ba thất bại quyết định trước Đế chế La Mã Thần thánh: Trận Mohács lần thứ hai năm 1687, Trận Slankamen năm 1691 và Trận Zenta một thập kỷ sau đó, năm 1697.
Trên mặt trận Ba Lan nhỏ hơn, sau các trận chiến năm 1683 (Viên và Parkany), Sobieski, sau khi đề xuất Liên minh bắt đầu một cuộc tấn công phối hợp lớn, đã tiến hành một cuộc tấn công khá bất thành ở Moldavia năm 1686, với việc quân Ottoman từ chối một cuộc giao tranh lớn và quấy rối quân đội. Trong 4 năm tiếp theo, Ba Lan sẽ phong tỏa pháo đài quan trọng tại Kamenets, và Ottoman Tatars sẽ tấn công vùng biên giới. Năm 1691, Sobieski tiến hành một cuộc hành quân khác tới Moldavia, với kết quả tốt hơn một chút, nhưng vẫn không có chiến thắng quyết định nào.
Trận chiến cuối cùng của chiến dịch là Trận Podhajce năm 1698, nơi người Hetman gốc Ba Lan Feliks Kazimierz Potocki đánh bại cuộc xâm lược Ottoman vào Liên bang. Liên minh đã giành chiến thắng trong cuộc chiến năm 1699 và buộc Đế chế Ottoman phải ký Hiệp ước Karlowitz. Do đó, người Ottoman đã mất phần lớn tài sản ở châu Âu, với Podolia (bao gồm cả Kamenets) được trả lại cho Ba Lan.

### Chiến tranh Nga-Thổ Nhĩ Kỳ (1686–1700)
Trong chiến tranh, quân đội Sa quốc Nga đã tổ chức Các chiến dịch Krym 1687 và 1689, cả hai đều kết thúc với thất bại của quân Nga. Bất chấp những thất bại này, Nga đã phát động Các chiến dịch Azov vào năm 1695 và 1696, và sau khi bao vây Azov vào năm 1695 đã chiếm thành công đô thị này vào năm 1696.

## Trận Viên

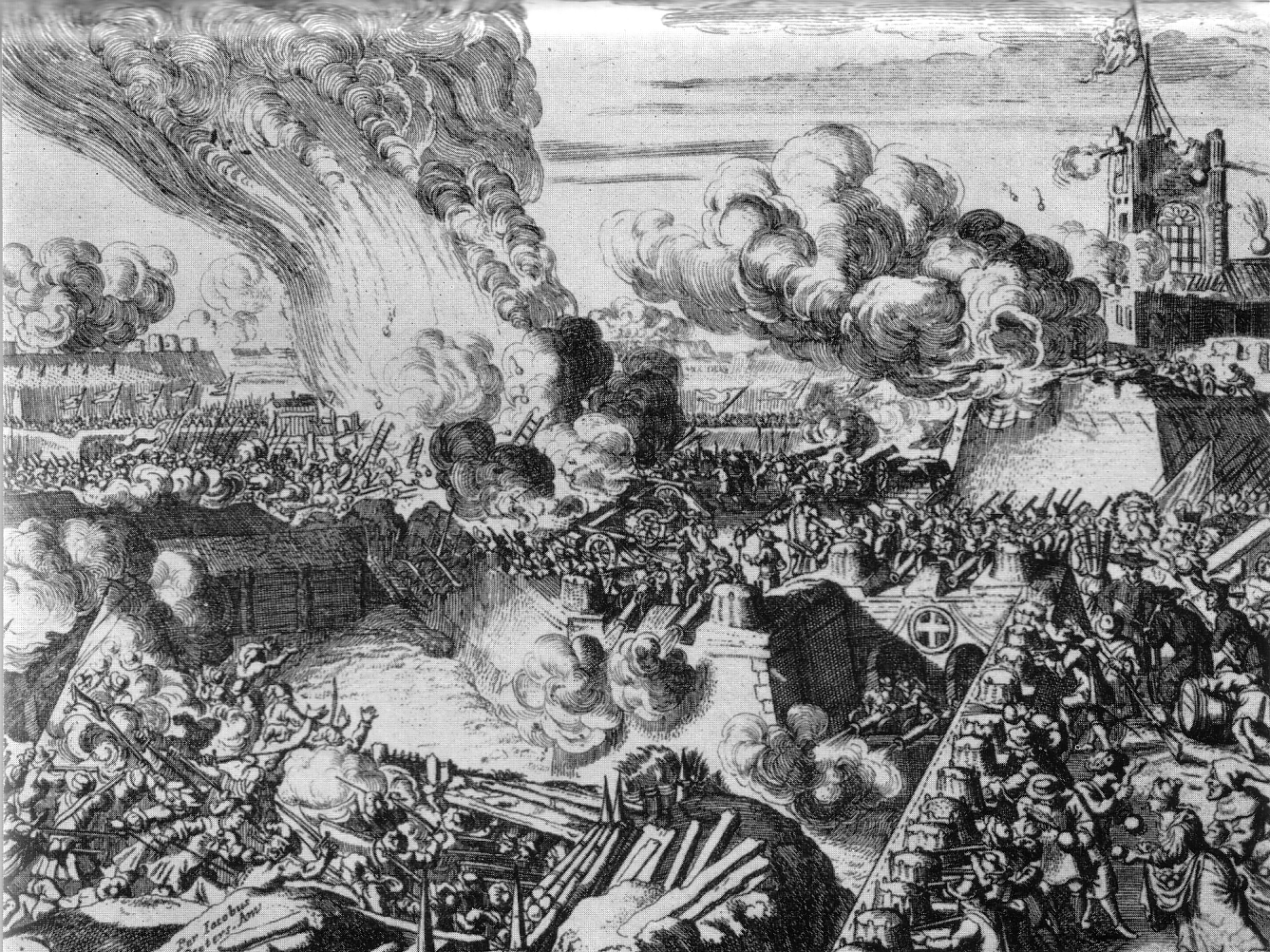
Bảo vệ các công sự của Vienna bởi dân thường, tranh sơn dầu của Romeyn de Hooghe

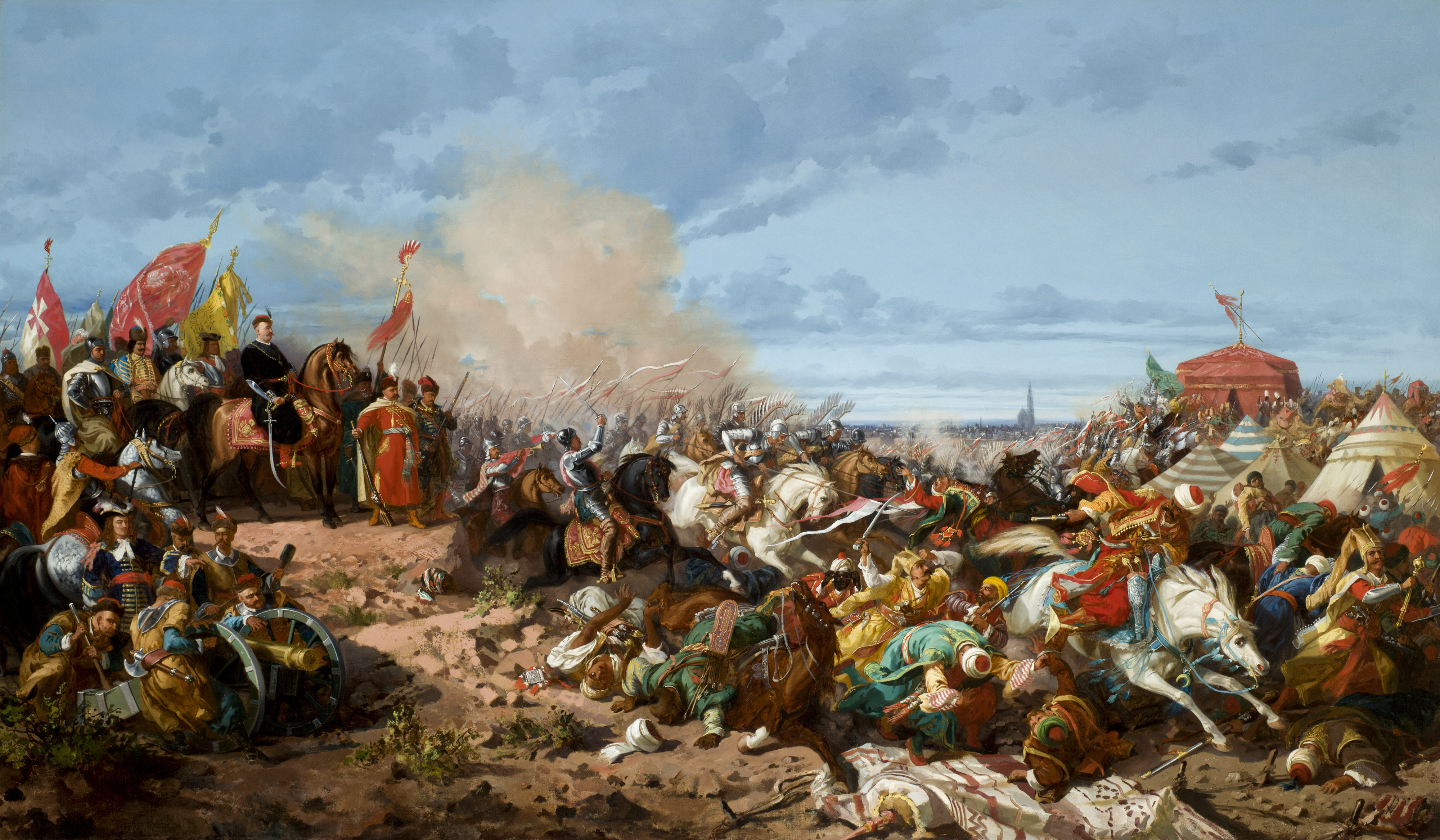
Sobieski tại Viên của Stanisław Chlebowski – vua John III của Ba Lan và Đại công tước Litva

Việc chiếm được thành Viên từ lâu đã là một khát vọng chiến lược của Đế chế Ottoman, vì quyền kiểm soát đan xen của nó đối với Danubian (Biển Đen đến Tây Âu) phía Nam châu Âu và các tuyến đường thương mại trên đất liền (Đông Địa Trung Hải đến Đức). Trong những năm trước cuộc bao vây thứ hai này (cuộc vây hãm đầu tiên diễn ra vào năm 1529), dưới sự bảo trợ của các Đại tể tướng từ gia tộc Köprülü có ảnh hưởng, Đế quốc Ottoman đã tiến hành chuẩn bị hậu cần rộng rãi, bao gồm sửa chữa và thiết lập các con đường và cây cầu dẫn vào Đế chế La Mã Thần thánh và các trung tâm hậu cần của nó, cũng như chuyển tiếp đạn dược, súng thần công và các nguồn lực khác từ khắp Đế chế Ottoman đến các trung tâm này và vào Balkan. Kể từ năm 1679, bệnh dịch hoành hành ở Vienna.
Quân đội chính của Ottoman cuối cùng đã bao vây Viên vào ngày 14 tháng 7 năm 1683. Cùng ngày, Kara Mustafa Pasha gửi yêu cầu đầu đến quan trấn thủ thành Viên. Ernst Rüdiger, Bá tước xứ Starhemberg, thủ lĩnh đồn trú gồm 15.000 quân và 8.700 tình nguyện viên với 370 khẩu đại bác, đã từ chối đầu hàng. Chỉ vài ngày trước đó, ông nhận được tin về vụ tàn sát hàng loạt ở Perchtoldsdorf, một thị trấn phía Nam thành Viên, nơi người dân đã giao nộp chìa khóa của thành phố sau khi được đưa ra lựa chọn tương tự. Các hoạt động bao vây bắt đầu vào ngày 17 tháng 7.
Vào ngày 6 tháng 9, người Ba Lan dưới sự chỉ huy của John III Sobieski đã vượt sông Danube cách Viên 30 km về phía Tây Bắc tại Tulln để hợp nhất với quân đội Đế quốc và các lực lượng bổ sung từ Tuyển hầu xứ Sachsen, Tuyển hầu xứ Bayern, Bá quốc Baden, Franconia và Swabia. Louis XIV của Pháp từ chối giúp đỡ đối thủ Quân chủ Habsburg của mình, vừa mới sáp nhập Alsace. Một liên minh giữa Sobieski và Hoàng đế Leopold I dẫn đến việc bổ sung kỵ binh Ba Lan vào quân đội đồng minh hiện có. Quyền chỉ huy các lực lượng của các đồng minh châu Âu được giao cho nhà vua Ba Lan, người có 70.000–80.000 binh sĩ dưới quyền chỉ huy của mình đối mặt với đội quân 150.000 người Thổ Nhĩ Kỳ.:661  Lòng dũng cảm và khả năng chỉ huy đáng nể của Sobieski đã được biết đến ở châu Âu.
Vào đầu tháng 9, 5.000 đặc công Ottoman giàu kinh nghiệm đã liên tục cho nổ tung những phần lớn bức tường giữa pháo đài Burg, pháo đài Löbel và pháo đài Burg, tạo ra những khoảng trống rộng khoảng 12m. Người Viên đã cố gắng chống lại điều này bằng cách đào các đường hầm của riêng họ để ngăn chặn việc gửi một lượng lớn thuốc súng vào các hang động. Quân Ottoman cuối cùng đã chiếm được Burg ravelin và bức tường thấp ở khu vực đó vào ngày 8 tháng 9. Dự đoán được tường thành sẽ bị thủng, những người Viên còn lại chuẩn bị chiến đấu trong nội thành.

### Tổ chức trận chiến

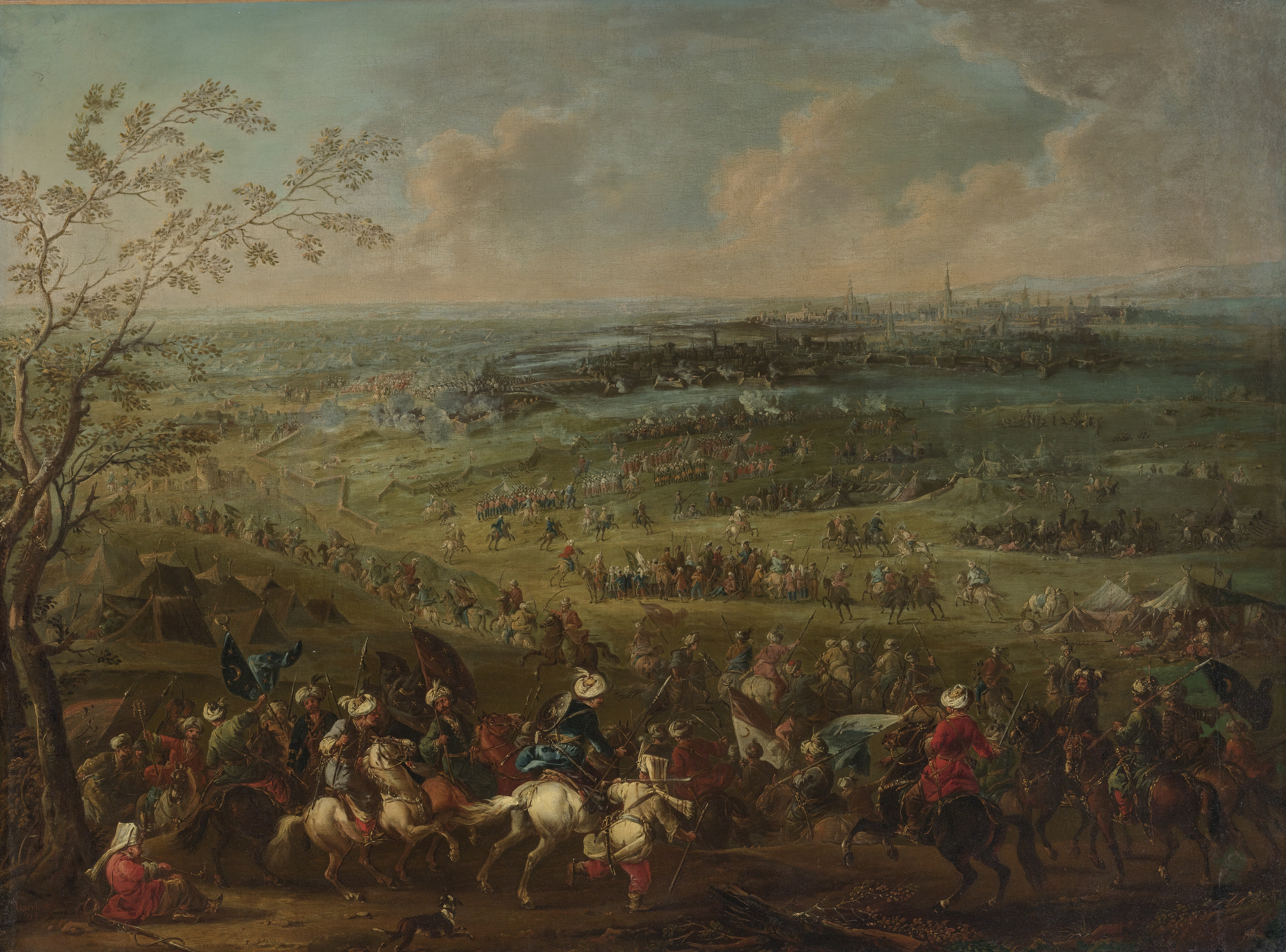
Người Thổ Nhĩ Kỳ trước những bức tường của Viên

Quân đội cứu viện phải hành động nhanh chóng để cứu thành phố và do đó ngăn chặn một cuộc bao vây kéo dài khác. Bất chấp thành phần quân đội gồm hai quốc gia và thời gian ngắn ngủi chỉ có 6 ngày, một cơ cấu lãnh đạo hiệu quả đã được thành lập, tập trung vào Vua Ba Lan và kỵ binh hạng nặng của ông ta. Liên minh Thần thánh giải quyết các vấn đề thanh toán bằng cách sử dụng tất cả các quỹ có sẵn từ chính phủ, các khoản vay từ một số chủ ngân hàng và giới quý tộc giàu có và một khoản tiền lớn từ Lãnh địa Giáo hoàng. Ngoài ra, Habsburgs và Ba Lan đồng ý rằng chính phủ Ba Lan sẽ trả tiền cho quân đội của chính họ khi vẫn ở Ba Lan, nhưng họ sẽ được Hoàng đế trả tiền sau khi họ đi vào lãnh thổ của Đế quốc. Tuy nhiên, Hoàng đế phải công nhận yêu sách của Sobieski về quyền cướp bóc trại địch đầu tiên trong trường hợp chiến thắng.
Kara Mustafa Pasha kém hiệu quả hơn trong việc đảm bảo động lực và lòng trung thành của lực lượng của mình, đồng thời chuẩn bị cho cuộc tấn công của quân đội cứu trợ dự kiến. Ông đã giao việc bảo vệ hậu phương cho Khan của Crimea và lực lượng kỵ binh hạng nhẹ của ông ta, với quân số khoảng 30–40.000. Có nghi ngờ về việc người Tatar đã tham gia trận chiến cuối cùng. Người Ottoman không thể dựa vào các đồng minh Wallachian và Moldavian của họ. George Ducas, Thân vương xứ Moldavia, bị bắt, trong khi lực lượng của Șerban Cantacuzino tham gia rút lui sau cuộc tấn công của kỵ binh Sobieski.:163
Quân đội liên minh báo hiệu việc họ đến Kahlenberg phía trên Viên bằng việc lửa. Trước trận chiến, một Thánh lễ được cử hành cho Vua Ba Lan và các quý tộc của ông.

### Trận chiến

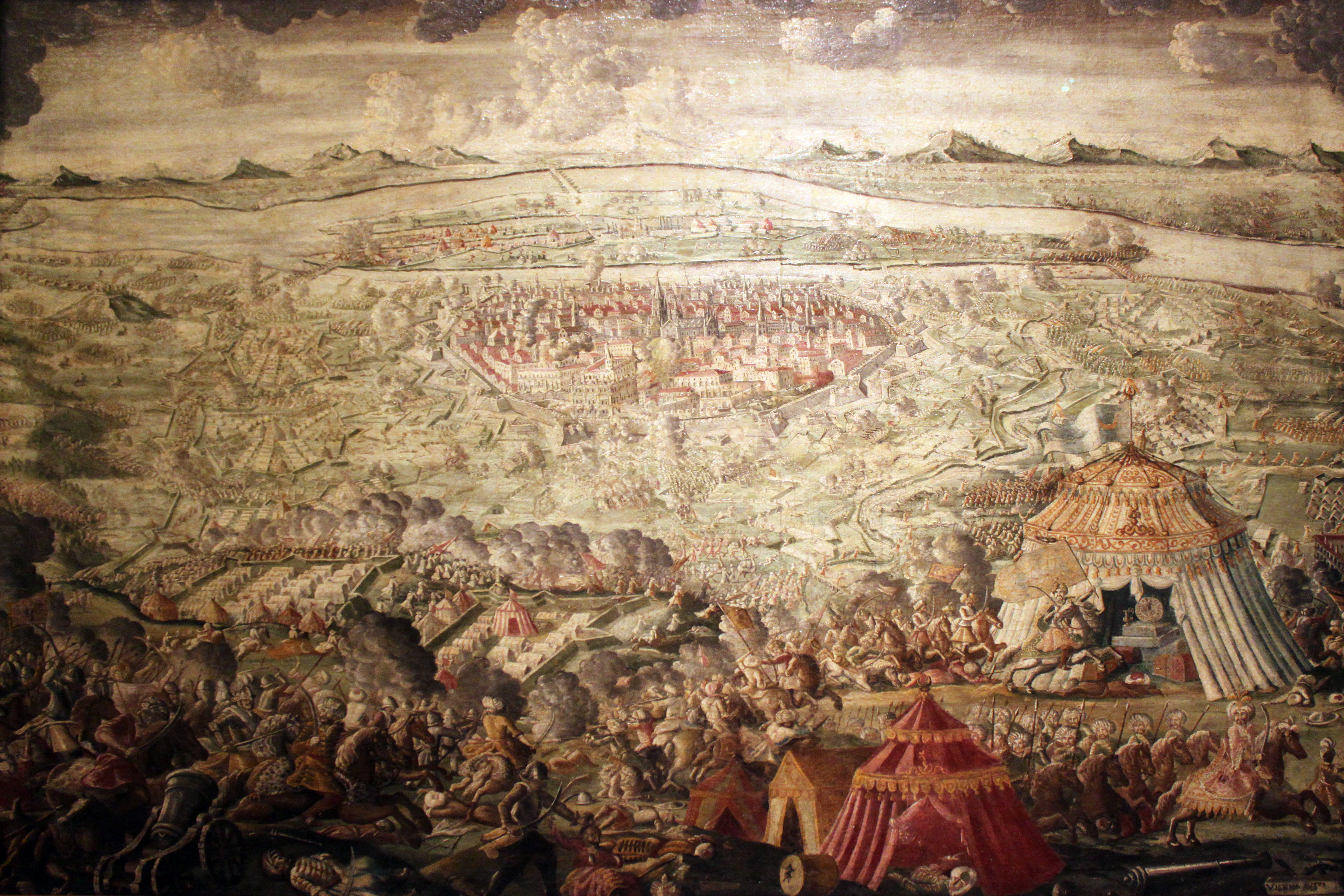
Giải vây thành Viên ngày 12 tháng 9 năm 1683

Vào khoảng 6 giờ chiều, vua Ba Lan ra lệnh cho kỵ binh tấn công theo bốn nhóm, ba người Ba Lan và một người từ Đế chế La Mã Thần thánh. Mười tám nghìn kỵ binh tấn công các ngọn đồi, cuộc tấn công kỵ binh lớn nhất trong lịch sử.:661 Sobieski dẫn đầu cuộc tấn công:152  đánh đầu 3.000 kỵ binh hạng nặng Ba Lan, "Những kỵ binh bay" nổi tiếng. Những người Tatars Lipka chiến đấu bên phía Ba Lan đội một nhánh rơm trên mũ bảo hiểm của họ để phân biệt với những người Tatars chiến đấu bên phía Ottoman. Cuộc tấn công dễ dàng phá vỡ phòng tuyến của quân Ottoman, những người đã kiệt sức và mất tinh thần và nhanh chóng bắt đầu bỏ chạy khỏi chiến trường. Kị binh tiến thẳng đến doanh trại của Ottoman và sở chỉ huy của Kara Mustafa, trong khi các đơn vị đồn trú còn lại của Viên rời khỏi hàng phòng thủ để tham gia tấn công.:661
Quân Ottoman đã mệt mỏi và mất tinh thần sau thất bại của cả nỗ lực phá hoại và tấn công thành phố cũng như cuộc tiến công của bộ binh Liên minh Thần thánh trên Turkenschanz.:661 Cuộc tấn công của kỵ binh là một đòn chí mạng cuối cùng. Chưa đầy ba giờ sau cuộc tấn công của kỵ binh, lực lượng Cơ đốc giáo đã thắng trận và cứu được Viên. Sĩ quan Cơ đốc giáo đầu tiên tiến vào Viên là Bá tước Ludwig xứ Baden-Baden, đứng đầu đội kỵ binh của ông.
Sau đó, Sobieski diễn giải câu nói nổi tiếng của Julius Caesar (Veni, vidi, vici) bằng cách nói "Veni, vidi, Deus vicit" - "Tôi đã đến, tôi đã thấy, Chúa đã chinh phục".

## Kết luận

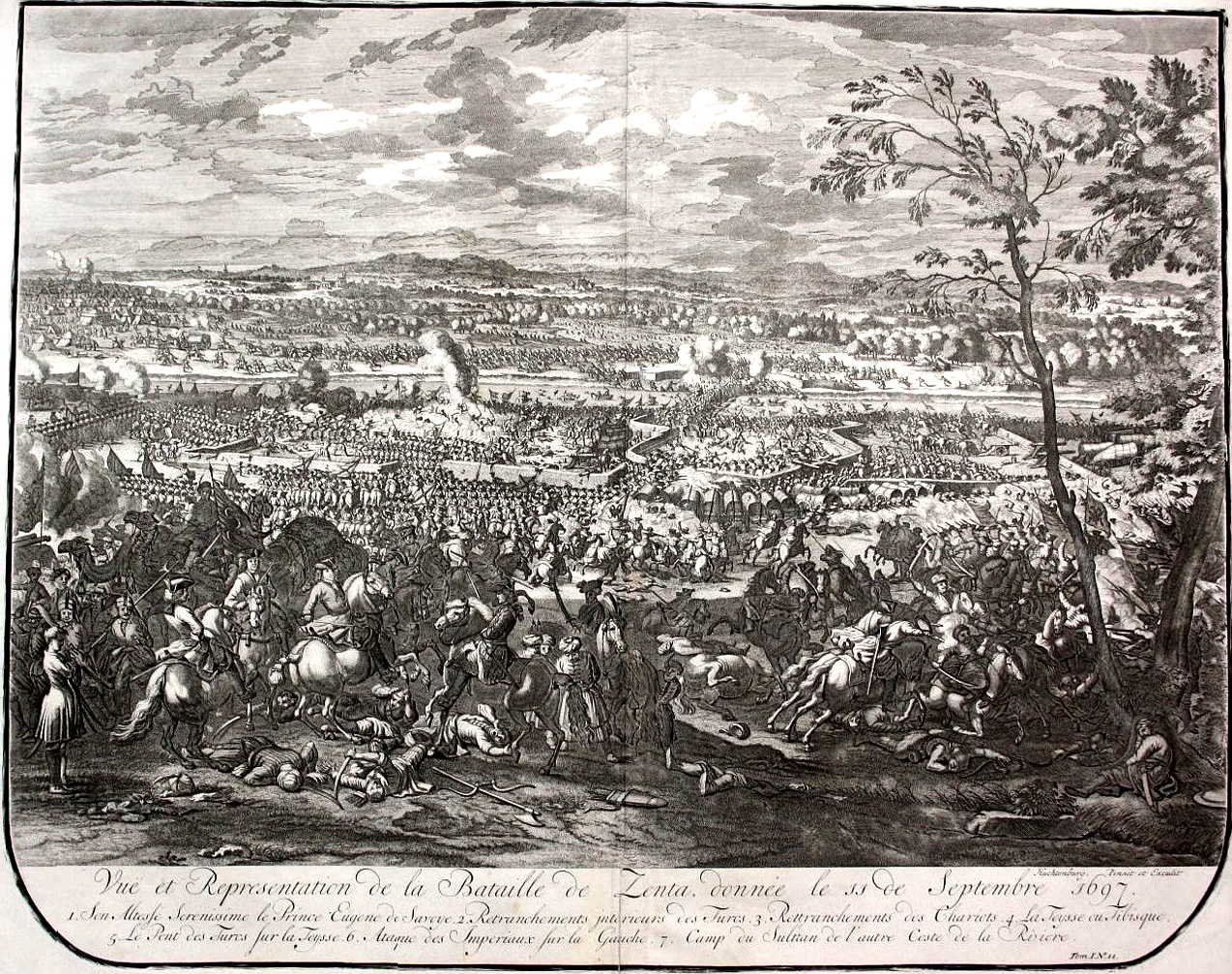
Trận Zenta vào tháng 9 năm 1697

Vào ngày 11 tháng 9 năm 1697, Trận chiến Zenta đã diễn ra ngay phía Nam thị trấn Zenta do Ottoman cai trị. Trong trận chiến, lực lượng Quân chủ Habsburg đã đánh tan lực lượng Ottoman trong khi quân Ottoman đang băng qua sông Tisa (gần thị trấn). Điều này dẫn đến việc lực lượng Habsburg giết hơn 30.000 quân Ottoman và giải tán phần còn lại. Thất bại tê liệt này là yếu tố cuối cùng khiến Đế chế Ottoman ký Hiệp ước Karlowitz vào ngày 22 tháng 1 năm 1699, chấm dứt Đại chiến Thổ Nhĩ Kỳ. Hiệp ước này dẫn đến việc chuyển giao phần lớn lãnh thổ Hungary của Ottoman cho Nhà Habsburg, và sau những tổn thất tiếp theo trong Chiến tranh Áo-Thổ Nhĩ Kỳ (1716–1718), đã khiến Ottoman áp dụng chính sách quân sự phòng thủ hơn trong thế kỷ tiếp theo.